# NGC 3858
NGC 3858 (другие обозначения — NGC 3866, MCG -1-30-29, PGC 36621) — спиральная галактика (Sa) в созвездии Чаши. Открыта Эндрю Коммоном в 1880 году.
Ранее классифицировалась как сейфертовская галактика типа 2, но теперь считается, что она является галактикой типа LINER. Ядро окружено кольцом с активным звездообразованием, также на большем радиусе прослеживается менее выраженное кольцо из областей H II.
Этот объект занесён в Новый общий каталог несколько раз, с обозначениями NGC 3858 и NGC 3866. Второе из этих обозначений дано объекту по описанию его наблюдения первооткрывателем; в 1886 году галактику независимо обнаружил Фрэнк Ливенворт и при составлении каталога объект был учтён второй раз с обозначением NGC 3858.